# Polyommatus girschitschi
Polyommatus girschitschi är en fjärilsart som beskrevs av Schneeur 1934. Polyommatus girschitschi ingår i släktet Polyommatus och familjen juvelvingar. Inga underarter finns listade i Catalogue of Life.